# Pseudoxenos arvensidis
Pseudoxenos arvensidis är en insektsart som beskrevs av Pierce 1911. Pseudoxenos arvensidis ingår i släktet Pseudoxenos och familjen stekelvridvingar. Inga underarter finns listade i Catalogue of Life.